# Asota zebrina
Asota zebrina är en fjärilsart som beskrevs av Butler 1877. Asota zebrina ingår i släktet Asota och familjen nattflyn. Inga underarter finns listade i Catalogue of Life.